# مجله مخزن دانش
مجله مخزن دانش نام یکی از نشریات پس از مشروطه در همدان است. این مجله در سال ۱۳۰۲ ش در شهر همدان تأسیس و به‌طور ماهانه انتشار می‌یافت. در هر ماه یک شماره از این روزنامه که شامل ۲۴ صفحه بود، منتشر می‌شد. مدیر مخزن دانش سیدمحمد کاظم بهبهانی رئیس معارف همدان و محل انتشار آن اداره معارف همدان بود.